# Diego Mainz
Diego Mainz (ur. 29 grudnia 1982 w Madrycie) – piłkarz hiszpański grający na pozycji obrońcy. Od 2009 jest zawodnikiem Granada CF.

## Statystyki klubowe
| Sezon   | Klub              | Kraj      | Liga               | Mecze | Bramki | Puchar Kraju | Mecze | Bramki |
| ------- | ----------------- | --------- | ------------------ | ----- | ------ | ------------ | ----- | ------ |
| 2001/02 | Rayo Vallecano    | Hiszpania | Primera División   | 18    | 0      | -            | -     | -      |
| 2002/03 | Rayo Vallecano    | Hiszpania | Primera División   | 18    | 0      | -            | -     | -      |
| 2003/04 | Rayo Vallecano    | Hiszpania | Segunda División   | 11    | 0      | -            | -     | -      |
| 2004/05 | Rayo Vallecano    | Hiszpania | Segunda División B | 4     | 0      | -            | -     | -      |
| 2005/06 | Rayo Vallecano    | Hiszpania | Segunda División B | 21    | 1      | -            | -     | -      |
| 2006/07 | Rayo Vallecano    | Hiszpania | Segunda División B | 22    | 1      | -            | -     | -      |
| 2007/08 | Albacete Balompié | Hiszpania | Segunda División B | 36    | 0      | -            | -     | -      |
| 2008/09 | Albacete Balompié | Hiszpania | Segunda División B | 31    | 0      | -            | -     | -      |
| 2009/10 | Udinese Calcio    | Włochy    | Serie A            | 0     | 0      | -            | -     | -      |
| 2009/10 | Granada CF        | Hiszpania | Segunda División B | 35    | 6      | -            | -     | -      |
| 2010/11 | Granada CF        | Hiszpania | Segunda División   | 24    | 2      | -            | -     | -      |
| 2011/12 | Granada CF        | Hiszpania | Primera División   | 21    | 1      | -            | -     | -      |
| 2012/13 | Granada CF        | Hiszpania | Primera División   | 27    | 1      | -            | -     | -      |
| 2013/14 | Granada CF        | Hiszpania | Primera División   | 17    | 0      | -            | -     | -      |
| 2014/15 | Granada CF        | Hiszpania | Primera División   | 23    | 3      | Puchar Króla | 4     | 0      |
| 2015/16 | Granada CF        | Hiszpania | Primera División   | 5     | 0      | Puchar Króla | 4     | 0      |

Stan na: 20 stycznia 2016 r.